# Frauenkappelen
Frauenkappelen (Bernduits: Frouechappele) is een gemeente en plaats in het Zwitserse kanton Bern, en maakt deel uit van het district Bern-Mittelland.
Frauenkappelen telt 1.234 inwoners.